# Grethe Kyhn
Grethe Kyhn (* 11. Juni 1920 in Kopenhagen; † 8. Februar 2015 ebenda) war eine dänische Schauspielerin.

## Leben
Grethe Kyhn wuchs in Kopenhagen auf. Von 1948 bis 1952 absolvierte sie ihre Schauspielausbildung an der Eleveskole des Königlichen Theaters Kopenhagen. Ihr Bühnendebüt hatte sie im Jahr 1952 am Nørrebro-Theater, wo sie bis 1956 festes Ensemblemitglied war. Sie spielte an zahlreichen Theatern in ganz Dänemark und stand bis ins hohe Alter auf der Bühne. Von 1951 bis 2001 wirkte sie in einigen Spielfilmen und Fernsehserien mit.
Grethe Kyhn war vom 23. Oktober 1948 bis zu seinem Tod im Jahr 1981 mit dem Schauspieler Helge Dahl verheiratet. Die Ehe blieb kinderlos. Kyhn starb am 8. Februar 2015 im Alter von 94 Jahren.

## Filmografie
- 1951: Naalen
- 1952: Lyntoget
- 1960: Naevningen
- 1966: Alle har ret
- 1967: Orkestret
- 1967: Onkel Joakims hemmelighed
- 1968: Orange Soufflé
- 1970: Smaborgerbryllup
- 1973: J.A.P.
- 1984: Hver fjerde Weekend
- 2001: Traekfugle